# Andrei Stratan
Andrei Stratan (* 3. September 1966 in Chișinău, Moldauische SSR) ist ein moldauischer Diplomat und Politiker. Von 2004 bis 2009 war er Außenminister seines Landes.
Andrei Stratan studierte von 1983 bis 2000 an der Wirtschaftswissenschaftlichen Fakultät des Polytechnischen Instituts von Chișinău sowie an der Fakultät für Rechtswissenschaften der Staatlichen Universität der Republik Moldau. Er ist Doktor der Wirtschaftswissenschaften. Nach Abschluss seines ersten Studiums arbeitete er ab 1991 in der Zollverwaltung der Republik Moldau – davon kurze Zeit noch unter sowjetischer Herrschaft. 2002, inzwischen zum Generaldirektor der staatlichen Zollbehörde aufgestiegen, wechselte er als Botschafter mit besonderen Aufgaben ins Außenministerium. Unter anderem war er hier als nationaler Koordinator für den Stabilitätspakt für Südosteuropa, dem Moldau angehört. Im Juni 2003 stieg er zum ersten Stellvertreter des Außenministers auf und wurde schließlich am 4. Februar 2004 selbst Außenminister von Moldau. Seit Dezember 2004 ist er auch stellvertretender Regierungschef. Nach der knappen Wahlniederlage der Kommunisten bei den Parlamentswahlen im Juli 2009 wurde er im September 2009 durch Iurie Leancă abgelöst. Am 1. August 2010 wurde Stratan Vorsitzender der Kleinpartei Partidul Republican din Moldova.
Stratan spricht neben seiner Muttersprache auch Russisch und Englisch. Er ist verheiratet und hat zwei Kinder.